# Empordà

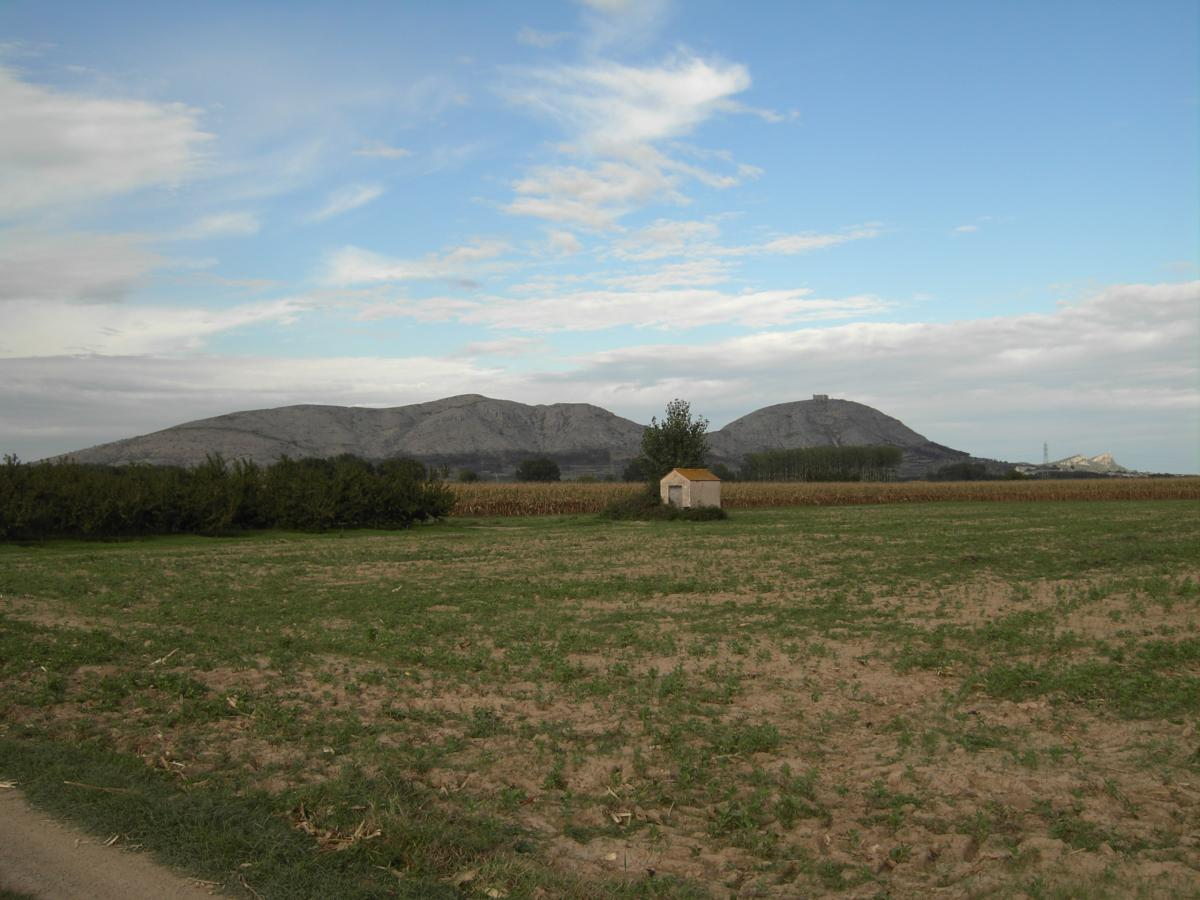
Veduta della pianura di Empordà. Sullo sfondo, il massiccio del Montgrí.

L'Emporda (in catalano Empordà) è una regione naturale e storica della Catalogna, divisa dal 1936 nelle comarche dell'Alt Empordà e Baix Empordà che hanno come capoluoghi rispettivamente Figueres e La Bisbal d'Empordà.

## Storia
Il nome Empordà deriva da Empúries (Empòrion in greco antico o Emporiae in latino), che significa "i mercati", ma la regione era abitata fin dalla preistoria e nel massiccio del Montgrí si trovano diverse grotte che servivano da rifugio per gli uomini del Paleolitico ed importanti strutture megalitiche come i dolmen a Fitor.
Successivamente nell'VIII secolo a.C. i Greci si stabilirono a Roses, molto vicini alla regione attuale, e ad Empúries all'inizio del VI secolo a.C. mentre gli iberi fondarono a Ullastret nel VI secolo a.C. una delle loro principali città.
Con l'arrivo dei romani il Baix Empordà venne romanizzato come tutti gli altri luoghi dell'Impero ma, a seguito delle invasioni barbariche del III e del V secolo, la regione si impoverì notevolmente e i centri urbani si ridussero al minimo. Molte sono le tracce ancora visibili della romanizzazione, mentre è difficile distinguere quelle lasciate dai Visigoti e successivamente dagli Arabi, perché la vicinanza del Regno dei Franchi contribuì alla creazione di contee indipendenti governate da feudatari e l'occupazione islamica durò in realtà meno di sessant'anni (714-785).
Con l'avvento dell'Impero carolingio il territorio catalano venne diviso in contee con il nord della contea e l'attuale Alt Empordà organizzato intorno alla contea di Empúries e il resto del territorio sotto il comando del vescovo di Girona, che era proprietario di vaste terre, specialmente nel Baix Empordà.